# Usine Stellantis de Kragujevac
L’usine Stellantis de Kragujevac est une usine du groupe automobile Stellantis (ex-Fiat Chrysler Automobiles) située dans la capitale du district de Šumadija en Serbie. 
À l'origine, l'usine était la propriété du groupe étatique Zastava Automobili, le fleuron de l'industrie automobile dans l'ex- Yougoslavie. À la suite de son acquisition par le groupe Fiat en 2010 et des investissements très importants pour la reconstruction complète des ateliers de production, l'usine de Kragujevac est une des plus modernes actuellement au monde.

## Le site industriel actuel
Le site est composé de 51 bâtiments couvrant une surface de 1 400 000 mètres carrés, dont 350 000 couverts. L'usine a créé 2 400 emplois directs et 10 000 emplois indirects dont plus de 1.000 auprès des sous-traitants,. 
L'usine actuelle est dimensionnée pour la production de plusieurs modèles sur des plateformes différentes. La grande majorité des véhicules fabriqués sera exportée sur les marchés d'Europe via voie ferrée et d'Amérique à partir du port de Bar au Monténégro.
Une grande partie du site a été aménagée pour accueillir les ateliers de production et de stockage des fournisseurs. Une zone spéciale a été aménagée au nord de la ville pour les développements futurs.

## Histoire du site

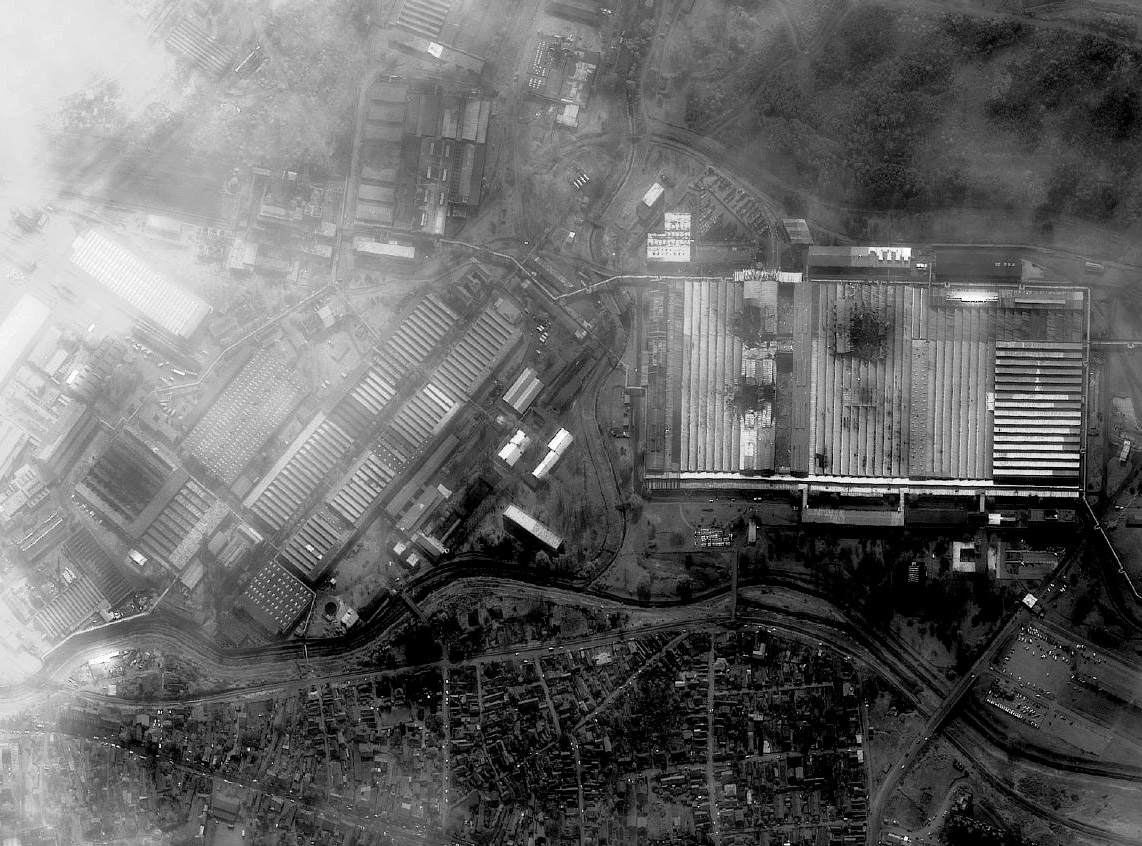
Bombardement du site de Kragujevac durant l'Opération Allied Force en 1999

### L'origine 1930-1950
Dans les années 1930 la société d'État Zastava, très réputé fabricant d'armes, voulut se convertir dans la fabrication de véhicules à moteur - voitures mais surtout camions - avec un petit camion pour l'armée yougoslave, sous licence Ford. La production s'est poursuivie en très petite quantité jusqu'en 1941, quand la Seconde Guerre mondiale a impliqué la Yougoslavie. Au lendemain de la guerre, Zastava s'orienta vers la production sous licence de la Jeep Willys-Overland jusqu'à l'arrêt de la production en 1950.

### La collaboration avec Fiat 1954
Après cette expérience avortée avec Willys, les dirigeants de Zastava et le gouvernement yougoslave négocient un accord de coopération de grande envergure avec le constructeur italien Fiat en 1953 et une première ligne d'assemblage sous licence du modèle Fiat Campagnola est mise en service en août 1954. Suivront ensuite de nombreux modèles d'automobiles particulières et de camions de toutes tailles. Fiat apportera également une assistance technique pour la conception d'un modèle purement Zastava commercialisé sous la marque Yugo, la Koral à la fin des années 1970. Cette collaboration n'a jamais cessé jusqu'au bombardement de l'usine par les forces de l'OTAN en 1999.

### Bombardements
Les bombardements massifs des forces armées de l'OTAN durant la guerre de Yougoslavie de 1999 et les sanctions économiques qui s'ensuivirent mirent à mal les installations de Kragujevac. Après le conflit alors que le pays se disloquait en plusieurs républiques indépendantes, l'usine se mourait car un seul atelier avait été partiellement épargné. Zastava arrivait à fabriquer quelques milliers de Yugo 45 par an. Le reste du site n'a pu être reconstruit faute de moyens financiers et de matériels.
L'ère de Slobodan Milošević se termina avec un état de pauvreté général.

### La privatisation: Fiat Automobili Srbija
À partir de l'année 2005, un nouvel accord entre Fiat et Zastava a permis à l'usine de fabriquer un modèle de nouvelle génération avec la Fiat Punto pour le marché des Balkans appelée Zastava 10. Ce sera le dixième et dernier modèle automobile fabriqué par l'ancienne entité Zastava avant sa privatisation et vente au groupe italien Fiat. La production était de 16 000 exemplaires annuels. 
La privatisation de Zastava est intervenue en 2008 sous la forme d'une coentreprise entre l'État serbe et le groupe Fiat. Le constructeur italien reprenant 67 % et l'État serbe 33 % de l'ancien groupe automobile et camions Zastava. La branche armement n'étant pas concernée par cette privatisation. Le dernier modèle des anciennes générations de voitures Zastava et Yugo est sorti des chaines le 21 novembre 2008. Ces anciennes lignes de production obsolètes ont été vendus à des entreprises de Russie et d'Afrique. 
Lors de la présentation de la nouvelle Fiat 500L au début de l'année 2012, Fiat annonça que l'investissement effectué pour reconstruire les ateliers de production actuels se chiffrait à 1 milliard d'euros. que les travaux ont duré 3 ans et que tout a été refait à neuf en respectant les critères environnementaux Fiat appliqués en Europe occidentale. L'usine a été inaugurée le 16 avril 2012 en présence du Premier Ministre serbe, Mirko Cvetković, et de Sergio Marchionne, administrateur délégué du groupe Fiat S.p.A. et Chrysler.
La production est à l'arrêt de mars à juillet 2020 à cause de la pandémie de Covid-19.
Après des années d'incertitude quant à l'avenir de l'usine, Stellantis (l'entité succédant à Fiat Chrysler Automobiles à la suite de sa fusion avec PSA) signe en mai 2022 un accord d'investissement de 190 millions d'euros auprès du président serbe Aleksandar Vucic visant à produire dès 2024 un véhicule électrique dans l'usine de Kragujevac.

## Production
Le tableau ci-dessous donne l'évolution de la production de l'usine Zastava entre 1953 et 1990.
| Année | Production | Exportation |
| ----- | ---------- | ----------- |
| 1953  |            |             |
| 1954  |            |             |
| 1955  | 445        |             |
| 1956  | 424        |             |
| 1957  | 1 935      |             |
| 1958  | 1 686      |             |
| 1959  | 3 428      |             |
| 1960  | 8 191      |             |
| 1961  | 10 995     |             |
| 1962  | 10 561     |             |
| 1963  | 18 912     |             |
| 1964  | 25 960     |             |
| 1965  | 26 748     |             |
| 1966  | 29 022     |             |
| 1967  | 34 466     |             |
| 1968  | 49 920     |             |
| 1969  | 64 346     |             |
| 1970  | 67 207     |             |
| 1971  | 79 334     | 508         |
| 1972  | 80 069     | 14 293      |
| 1973  | 96 434     | 36 163      |
| 1974  | 111 553    | 53 573      |
| 1975  | 119 559    | 59 799      |
| 1976  | 128 543    | 68 632      |
| 1977  | 141 904    | 77 869      |
| 1978  | 151 989    | 82 146      |
| 1979  | 157 118    | 87 112      |
| 1980  | 144 466    |             |
| 1981  | 149 110    |             |
| 1982  | 126 256    |             |
| 1983  | 127 306    |             |
| 1984  | 138 112    |             |
| 1985  | 136 383    |             |
| 1986  | 139 891    |             |
| 1987  | 168 495    |             |
| 1988  | 176 362    |             |
| 1989  | 177 359    |             |
| 1990  | 153 017    |             |

L'usine Zastava de Kragujevac a produit les modèles suivants :
- 1953 - Fiat Campagnola
- 1954 - Fiat 1400
- 1955 - Fiat 1100
- 1955 - Zastava 750 "Fićo"
- 1957 - Fiat 615
- 1962 - Fiat 1300/1500
- 1969 - Fiat-OM 40
- 1976 - Zastava 101
- 1980 - Zastava Skala
- 1980 - Yugo 45
- 1980 - Fiat 850
- 1988 - Zastava Florida
- 1991 - Fiat Daily
- 2006 - Zastava Z10
- 2012 - Fiat 500L